# 鄭鍾靈
鄭鍾靈（1855年—1932年），名敬先，字崧生（嵩生），四川省保寧府閬中縣人，早年家貧喪父，全賴兄穆先撫養成人，28歲考取秀才。時閬中人王熙震為宜昌知府，以女妻之。鍾靈因之得以繼續攻讀，中光緒十五年己丑恩科四川鄉試舉人，戊戌科(1898年)進士。歷任廣西省桂平縣知縣，後因「要犯」潛逃，被參撤職，光緒三十年回閬中家居。後任錦屏書院山長、保寧府公共學堂監督、保屬聯立中學校長。晚年曾住火藥局街開設私塾，籍以糊口。他對學生關懷備至，每途中相遇，即讓在路旁，一一垂詢所學，必回答無誤時始去，街鄰無不讚揚。民國15年重修《閬中縣誌》時任總纂。卒年77歲。